# Cycloramphus stejnegeri
Cycloramphus stejnegeri és una espècie de granota que viu al Brasil.